# Florești (Topánfalva község)
Florești falu Romániában, Erdélyben, Fehér megyében.

## Fekvése
Topánfalva közelében fekvő település.

## Története
Florești korábban Topánfalva része volt. 1956 körül vált külön településsé 245 lakossal. 1966-ban 243, 1977-ben 216, 1992-ben 179, a 2002-es népszámláláskor 173 magyar lakosa volt.